# Яманака, Цуёси
Цуёси Яманака (яп. 山中 毅 Яманака Цуёси, 18 января 1939, Вадзима, Япония — 10 февраля 2017, Токио, Япония) — японский пловец, четырёхкратный серебряный призёр Олимпийских игр: дважды в Мельбурне (1956) и в Риме (1960), 14-кратный мировой рекордсмен.

## Спортивная карьера
Его тренер использовал так называемый метод гальки, чтобы подбодрить своего подопечного. Если спортсмен демонстрировал лишь умеренное участие в тренировках, наставник бросал ему небольшой камень в спину в знак того, что он внимательно за ним наблюдает. По окончании тренировки пловец должен был собирать камни со дна бассейна.
В 1956 году на Олимпийских играх в Мельбурне завоевал две серебряных медали, а через четыре года, на Олимпийских играх в Риме вновь дважды становился серебряным призёром. Во всех случаях его опередил австралиец Марри Роуз. В эстафете 4×200 м он проплыл самый быстрый этап, но не смог помешать победе США с мировым рекордом. На своих последних Олимпийских играх в Токио (1964) занял шестое место на дистанции 400 м вольным стилем.
Также выиграл две золотые медали на Азиатских играх в Токио (1958).
По окончании карьеры окончил Университет Васэда в Японии, а затем Университет Южной Калифорнии в США. Возглавлял школу плавания Итоман в Осаке. В 1983 году был включён в Международный зал славы плавания. В 1995 году он безуспешно баллотировался Новой партии в Палату советников японского парламента.

## Рекорды
Установил множество национальных рекордов, с августа 1958 года по январь 1959 года ему принадлежал мировой рекорд на дистанции 200 метров вольным стилем (2:03:00). В августе 1959 года он вернул его себе и в последующие годы трижды обновлял результат до 2:00,4 мин., достижение сохранялось до апреля 1963 г. С июля 1959 года по февраль 1960 года он установил мировой рекорд на дистанции 400 м вольным стилем (4:16,60); с июля 1959 года по июль 1960 года и с апреля 1963 года по август 1963 года — мировой рекорд в эстафете 4х200 метров вольным стилем.
Также на чемпионате Американского любительского спортивного союза (AAU) был автором рекордов США на дистанциях 200 и 400 метров вольным стилем.